# Sierra de María
De Sierra de María is een bergketen in het noorden van de provincie Almeria in het zuiden van Spanje. Het kalk-massief maakt deel uit van de sub-betische cordillera en de hoogste top, de Pico de María, bereikt een hoogte van 2045 m. Een groot deel van het massief maakt deel uit van het natuurpark Sierra María-Los Vélez, dat zich uitstrekt over der gemeentes  Chirivel, María, Vélez-Blanco en Vélez-Rubio. Het park heeft een oppervlakte van 226 km2.

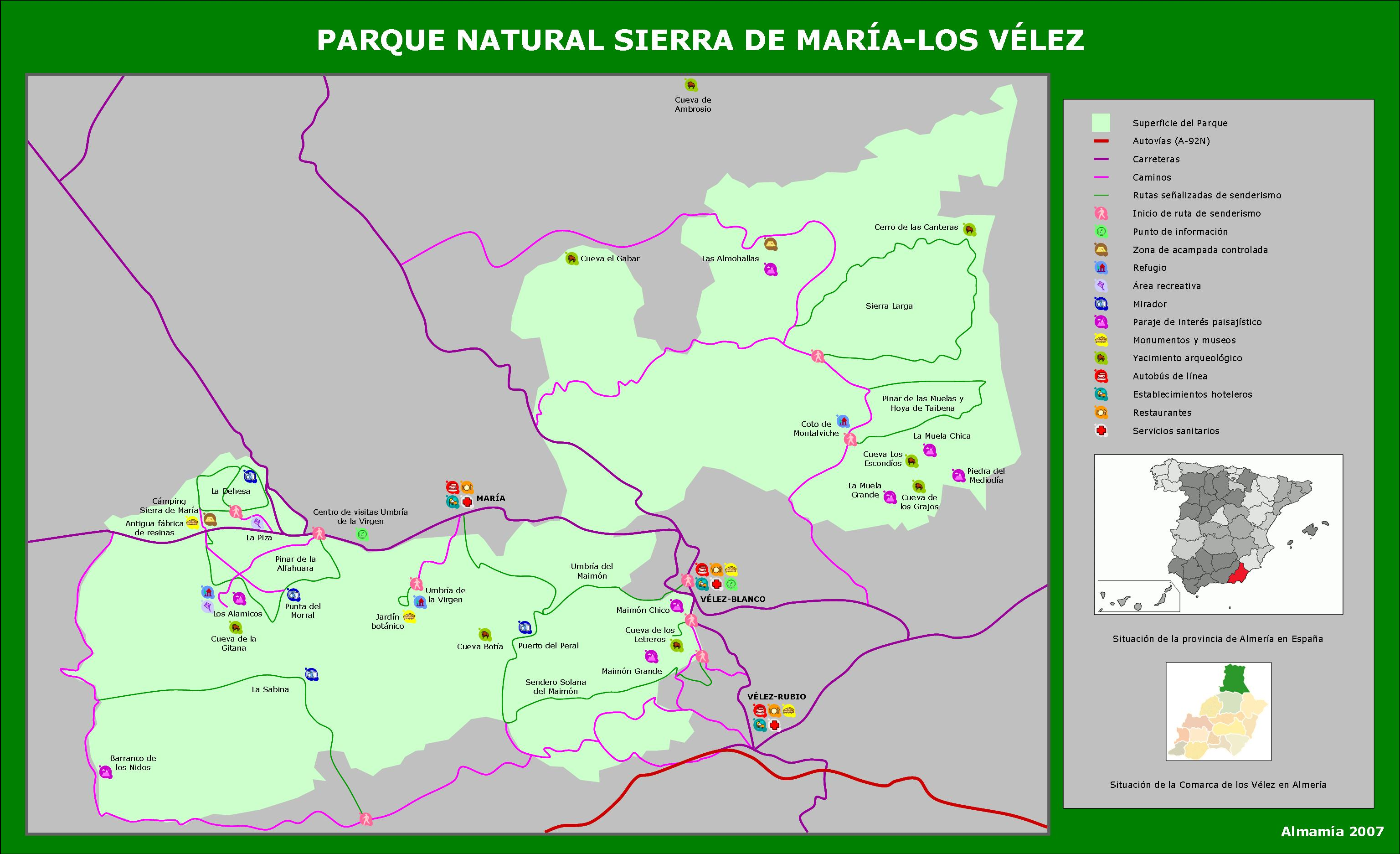
Kaart van het natuurpark Sierra de María-Los Vélez.

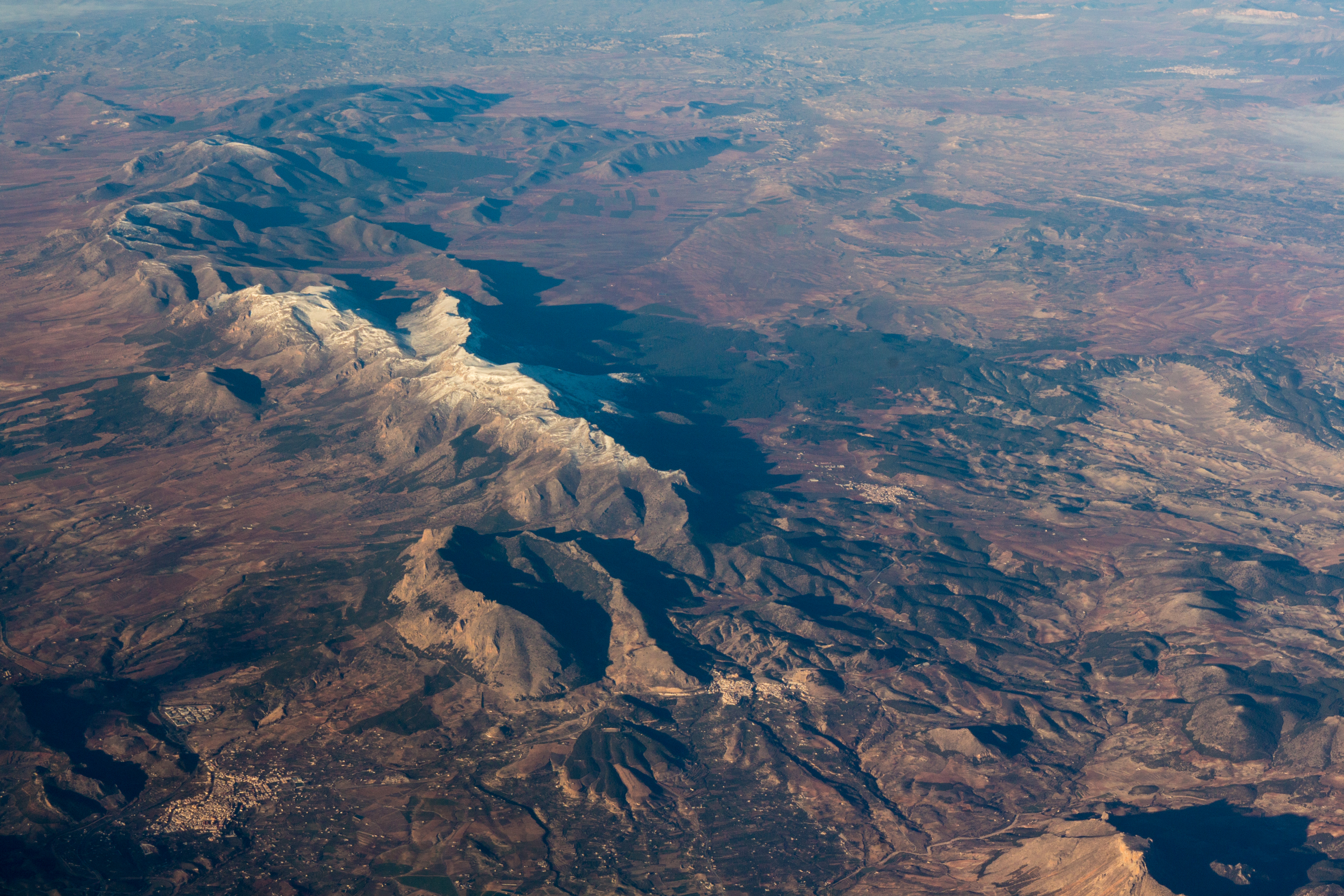
Sierra de Maria-Los Velez Natural Park - Air Photo (West Side) - 2014

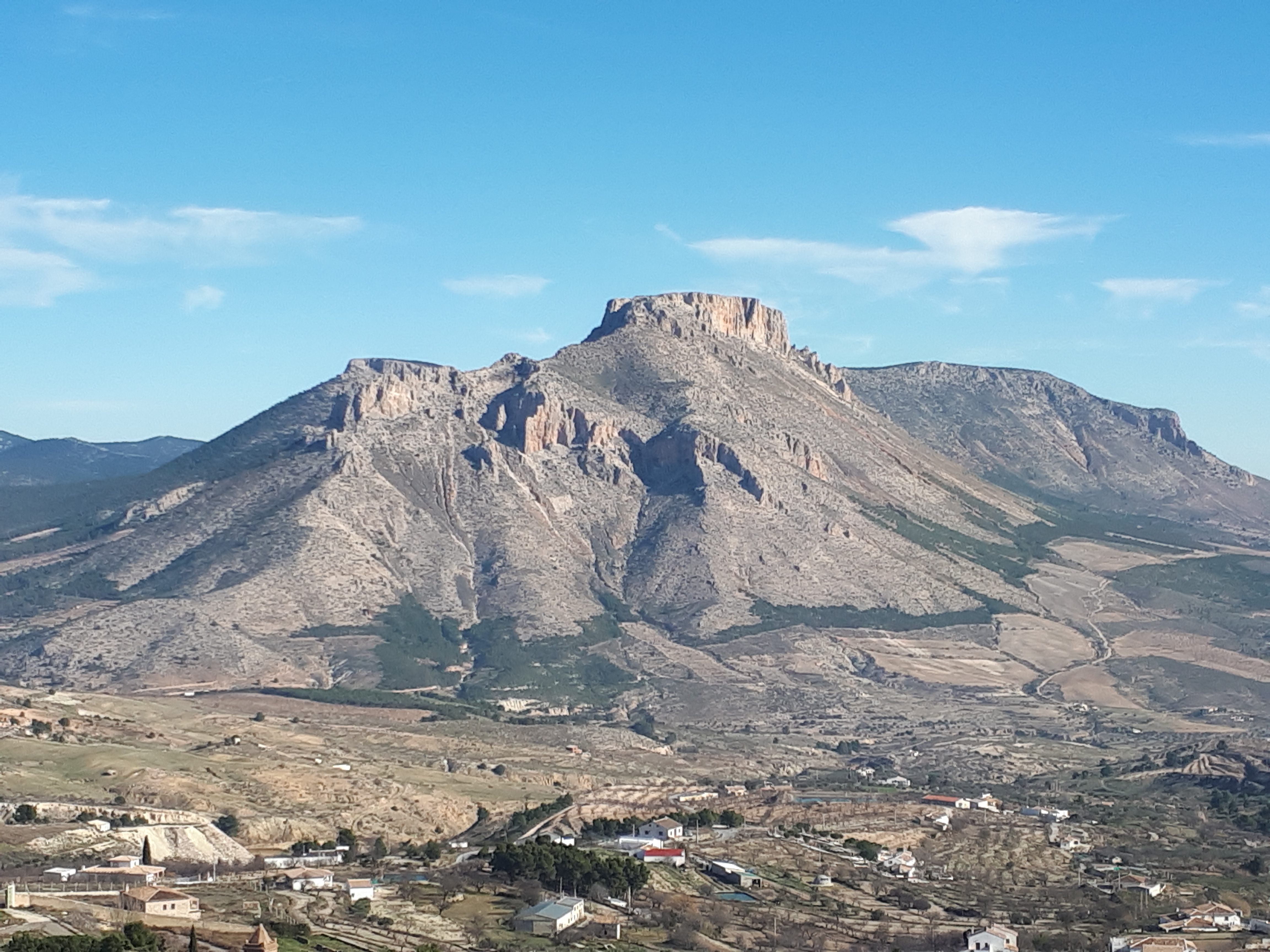
Sierra del Gigante, deel van het natuurpark, gezien vanuit het kasteel van Vélez-Blanco.